# Netanya
Netanya (hebreu: נתניה) és una ciutat de l'oest d'Israel situada a la riba del Mediterrani. El 2007 tenia 176.500 habitants. Està situada uns 32 km al nord de Tel-Aviv i uns 63 al sud de Haifa. És la capital del subdistricte de Xaron.
Netanya fou fundada el 1928 i batejada en honor de Nathan Strauss, un filantrop jueu estatunidenc. Arran de les seves platges i un clima suau és un centre de vacances popular.

## Fills i filles il·lustres
- Linor Abargil (actriu i model)
- Maya Buskila (cantant)
- Margalit Tzanani (cantant)
- Shiraz Tal (actriu)

## Atraccions turístiques
- platja
- amfiteatre
- Caesarea, restes arqueològiques properes
- mercat

## Ciutats agermanades
- Bournemouth, Anglaterra, Regne Unit
- Cincinnati, Ohio, EUA (2000)
- Dortmund, Alemanya
- Gießen, Alemanya
- Gold Coast, Queensland, Austràlia
- Niça, Provença, França
- Sarcelles, França
- Siófok, Hongria
- Stavanger, Noruega
- Sunny Isles Beach, Florida, Estats Units